# Carex subperakensis
Carex subperakensis är en halvgräsart som beskrevs av L.K.Ling och Y.Z.Huang. Carex subperakensis ingår i släktet starrar, och familjen halvgräs. Inga underarter finns listade i Catalogue of Life.